# Waldfriedhof Schaffhausen

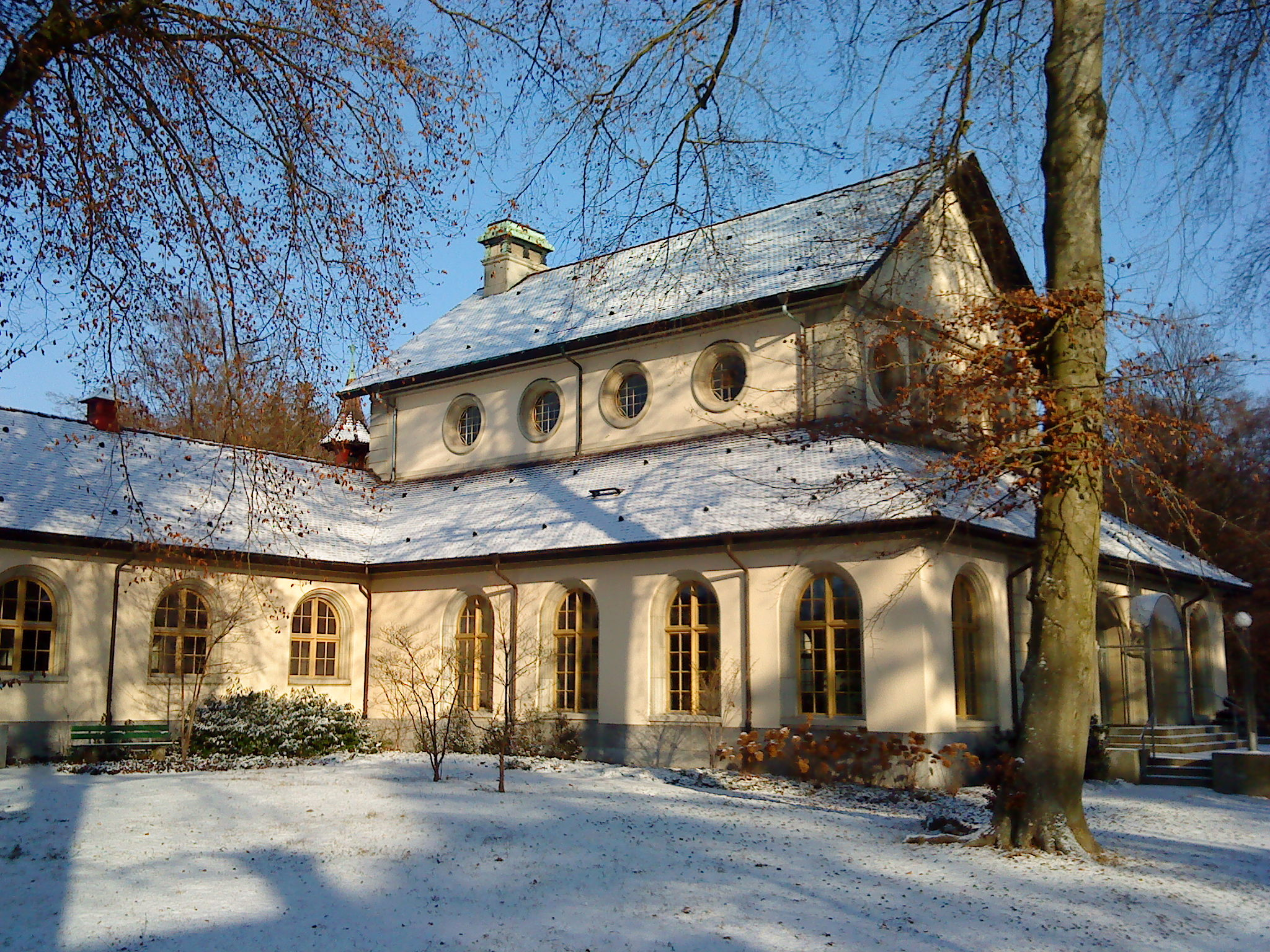
Abdankungshalle im Waldfriedhof Schaffhausen

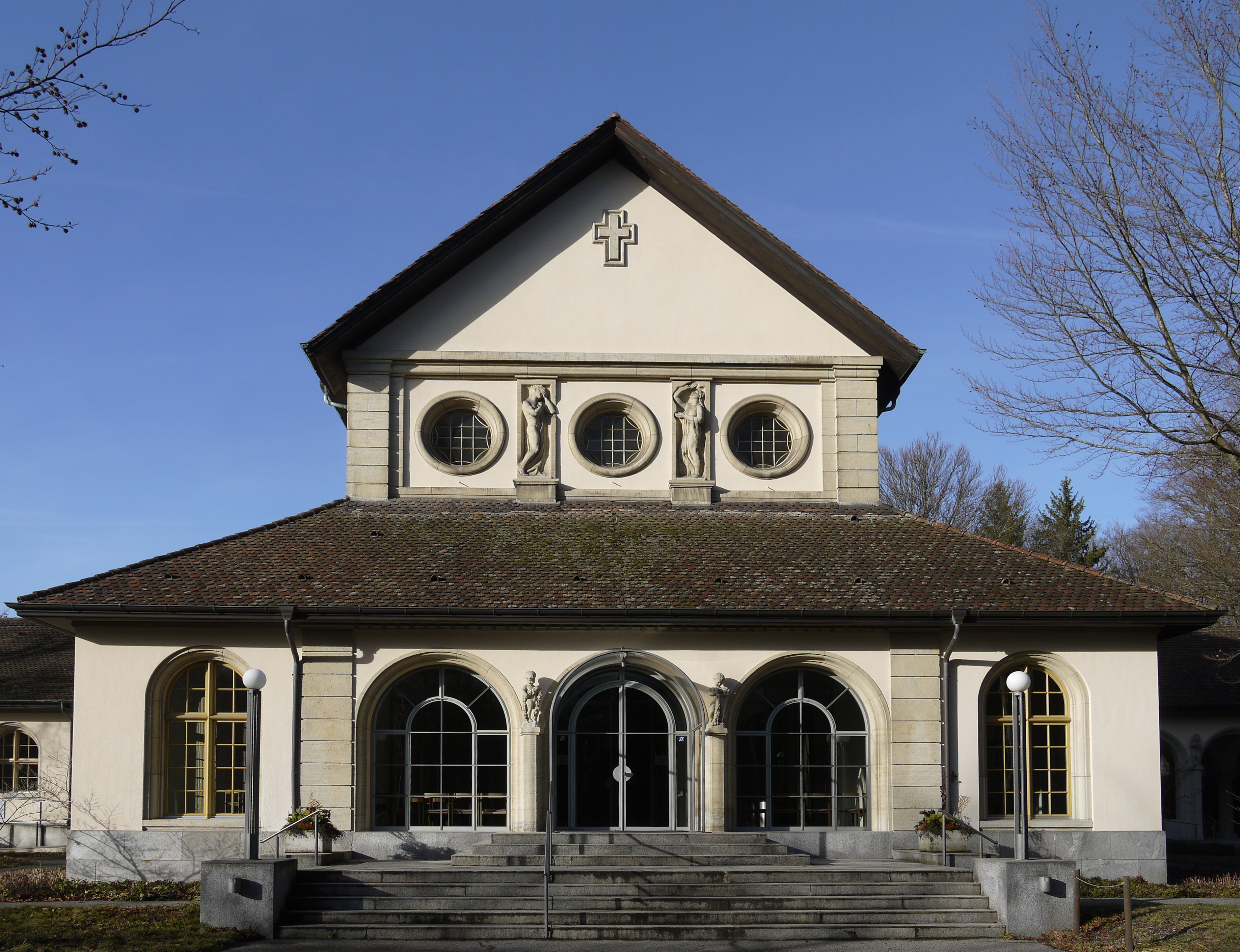
Fassade der Abdankungshalle

Der Waldfriedhof Schaffhausen ist der zentrale Friedhof der Stadt Schaffhausen in der Schweiz.

## Geschichte
Der Waldfriedhof wurde in den Jahren 1913/14 vom damals führenden Friedhofsarchitekten und Münchner Stadtbaurat Professor Hans Grässel im Rheinhardwald des Schaffhauser Quartiers Niklausen projektiert und erstellt. Hans Grässel nahm den bereits von ihm erstellten Münchner Waldfriedhof als Vorbild. Der neue Waldfriedhof, der erste seiner Art in der Schweiz, ersetzte u. a. den Friedhof bei der heutigen Sportanlage beim Munot. Ursprünglich umfasste der Friedhof eine Fläche von 4 Hektar, wurde jedoch mehrmals bis auf die heutige Grösse von 17 Hektar erweitert. Die Grabfelder gliedern sich harmonisch in den Wald ein.
Neben dem zentralen Waldfriedhof finden noch heute Bestattungen auf den ehemaligen Dorffriedhöfen der später eingemeindeten Quartiere Buchthalen, Herblingen und Hemmental statt.
Von 1911 bis 1968 war der Waldfriedhof durch die Strassenbahn Schaffhausen mit der Innenstadt verbunden, seit 1970 übernimmt der Trolleybus Schaffhausen diese Aufgabe.

## Gebäude und Grabstätten
Die überkonfessionelle Abdankungshalle und weitere Gebäude wurden vom bekannten Schaffhauser Architekten Carl Werner geplant. Im Innern der 1988/89 renovierten und erweiterten Abdankungshalle befinden sich Wandmalereien von Carl Roesch. Die Putten am Eingang und die Figuren der beiden Flachreliefs an der Hauptfassade stammen von Arnold Hünerwadel.
Im Waldfriedhof ist eine interessante Sammlung von Grabmalen und Plastiken aus den Werkstätten Schaffhauser und Schweizer Künstler zu finden. Von besonderer Bedeutung sind:
- Gemeinschaftsgrabstätte für die Opfer der irrtümlichen Bombardierung von Schaffhausen am 1. April 1944 von Karl Scherrer / Franz Fischer (1944)
- Ehrengrab des Schaffhauser Industriepioniers Heinrich Moser (1805–1874) und seines Sohnes Henri Moser (1844–1923)
- Bronzeskulptur beim Gemeinschaftsgrab von Hans Josephsohn (1978)
- Urnengrabstätte Sepulcrum von Roland Gut und Brigitte Stadler (1989)

Skulptur am Gemeinschaftsgrab
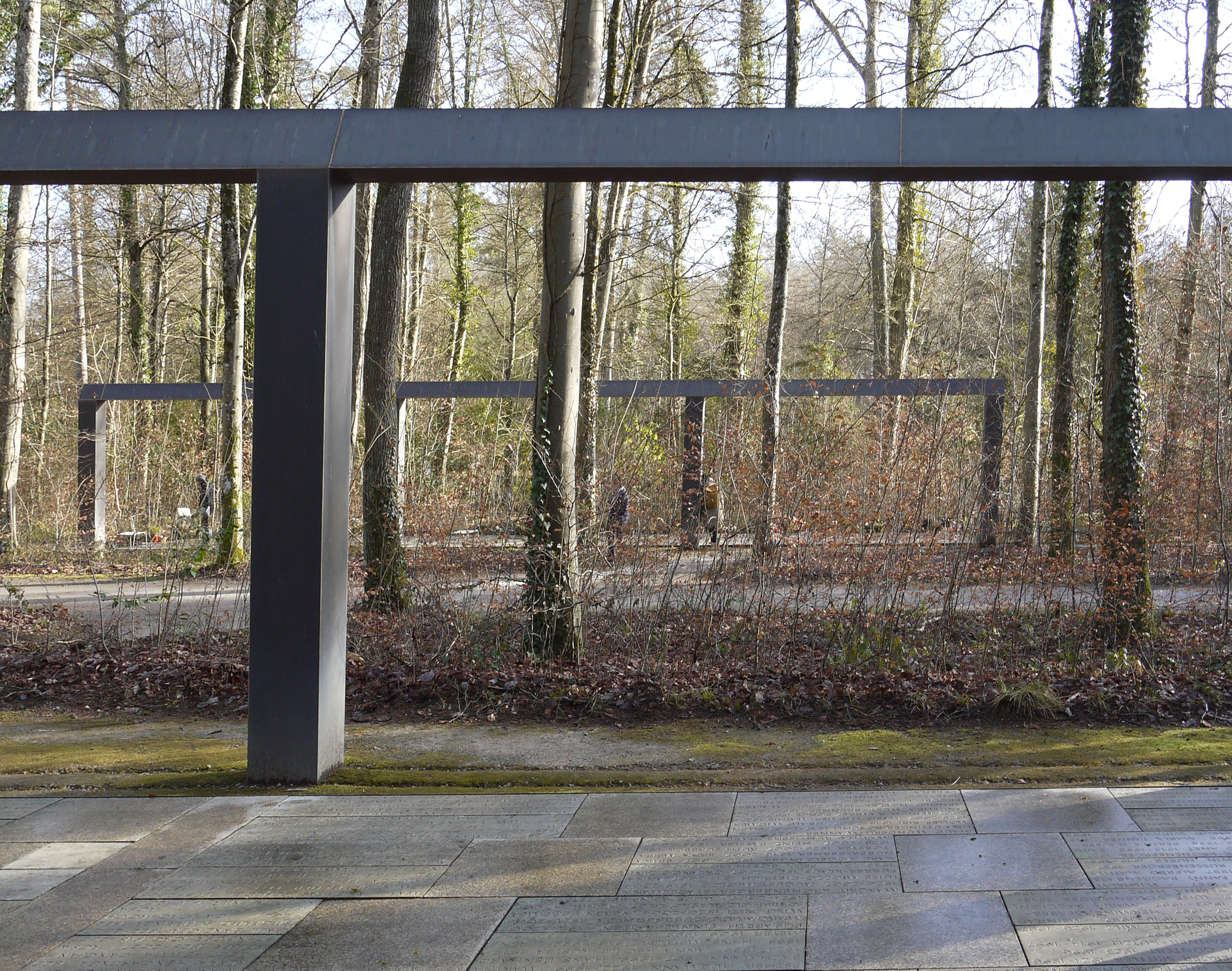
Urnengrabstätte Sepulcrum
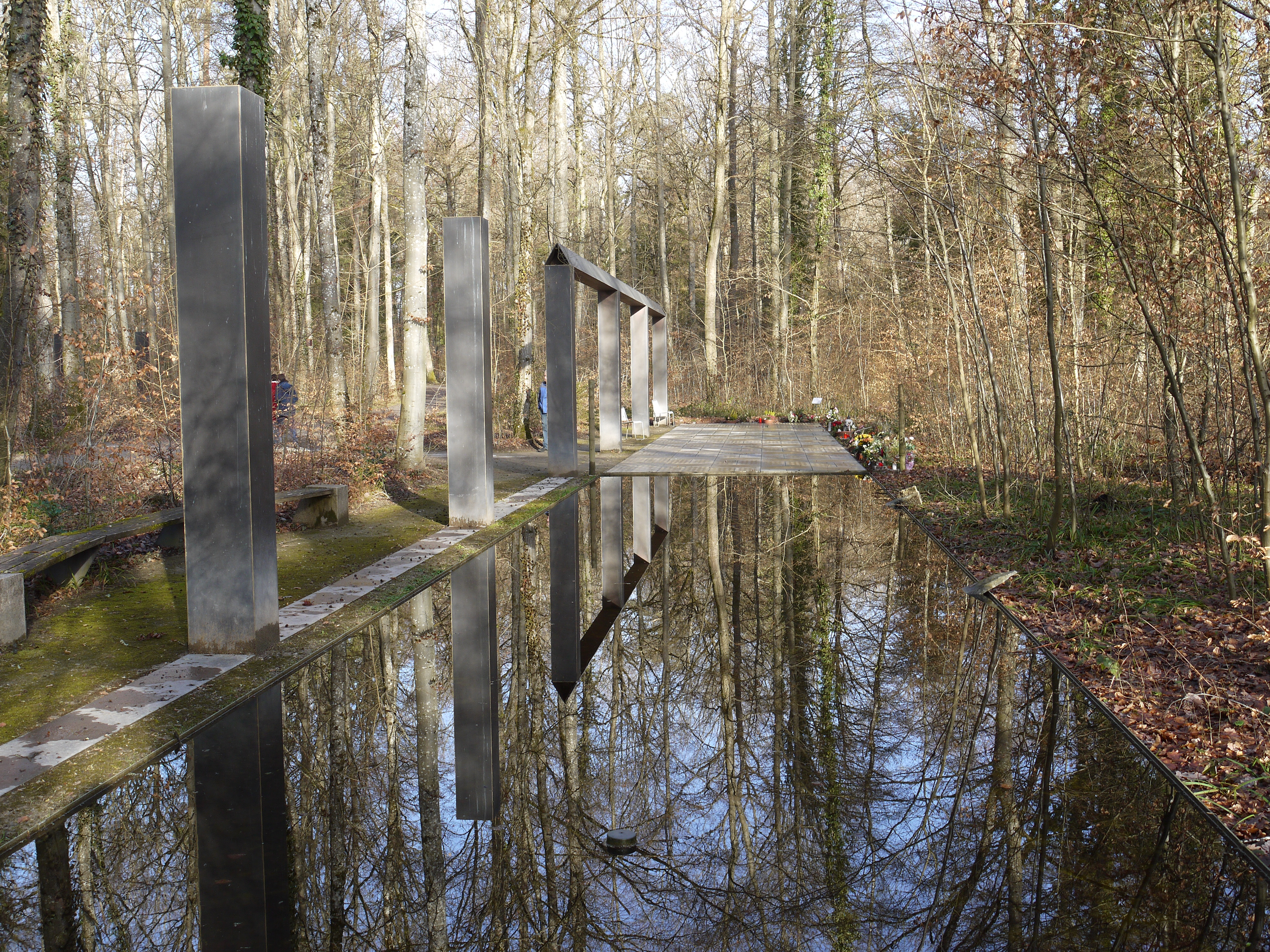
Urnengrabstätte mit Wasserfläche
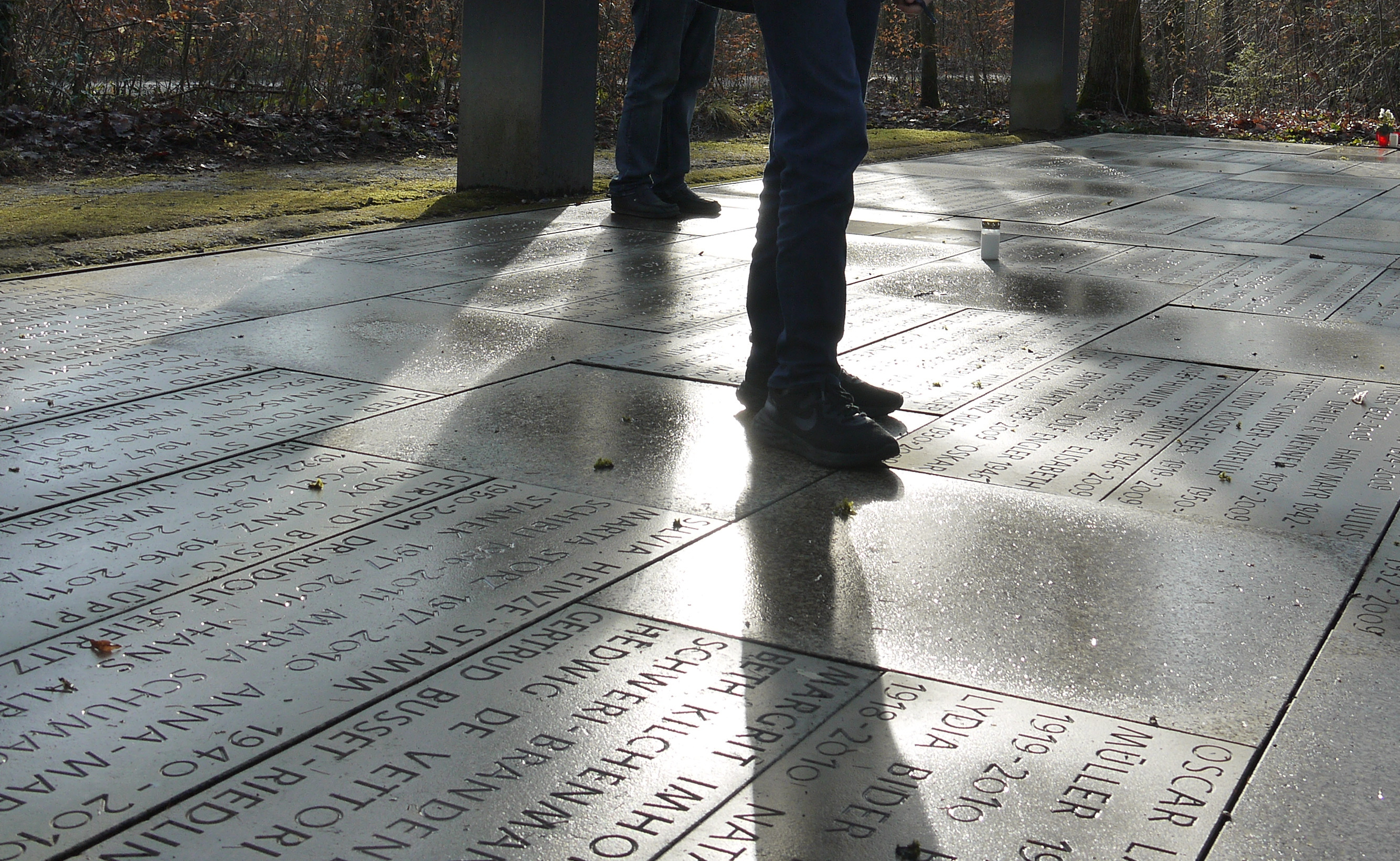
Bodenplatten mit Inschriften

## Vorgängerfriedhöfe
Vor Erstellung des Waldfriedhofs gab es in der Stadt Schaffhausen an mehreren Orten Friedhöfe:
- Kirchhofplatz: Dieser Platz mitten in der Altstadt wurde über 500 Jahre als Friedhof benutzt. Ab 1541 wichen die Städter wegen der vielen Pestopfern auf den Baumgarten aus.
- Baumgarten (heute Mosergarten): Hier wurden von 1541 bis 1864 die Toten bestattet.
- Junkernfriedhof: Die Wiese im Kreuzgang des ehemaligen Klosters Allerheiligen wurde von 1582 bis 1874 als Grabstätte für adeligen Familien genutzt.
- Rheinhalde (heute Gaswerkareal): Auf diesem Friedhof, auch Lazarettfriedhof genannt, fanden vor allem die Katholiken ihre Ruhestätte, er wurde von 1628/29 bis 1866 benutzt.
- Emmersberg: Der prächtige Friedhof, direkt beim Munot gelegen, wurde nur zwischen 1864 und 1914 genutzt. Nach Ablauf der Ruhefrist wurde der Friedhof geräumt, stattdessen gab es dort Pflanzgärten und später eine Sportanlage.
- Ehemalige Steigkirche: Es wird vermutet, dass der Friedhof im 13. Jahrhundert entstand. In den 1930er Jahren fanden die letzten Beisetzungen statt, noch heute sind einzelne Gräber sichtbar.[1]

## Glühwürmchenpopulation
Im Waldfriedhof lebt die grösste Population des Kleinen Leuchtkäfers (Lamprohiza splendidula) der Schweiz. Jedes Jahr sind, je nach Witterung zwischen Mitte Juni und Mitte Juli, während zwei Wochen bei Einbruch der Dunkelheit tausende der Tierchen zu beobachten.

## Literatur

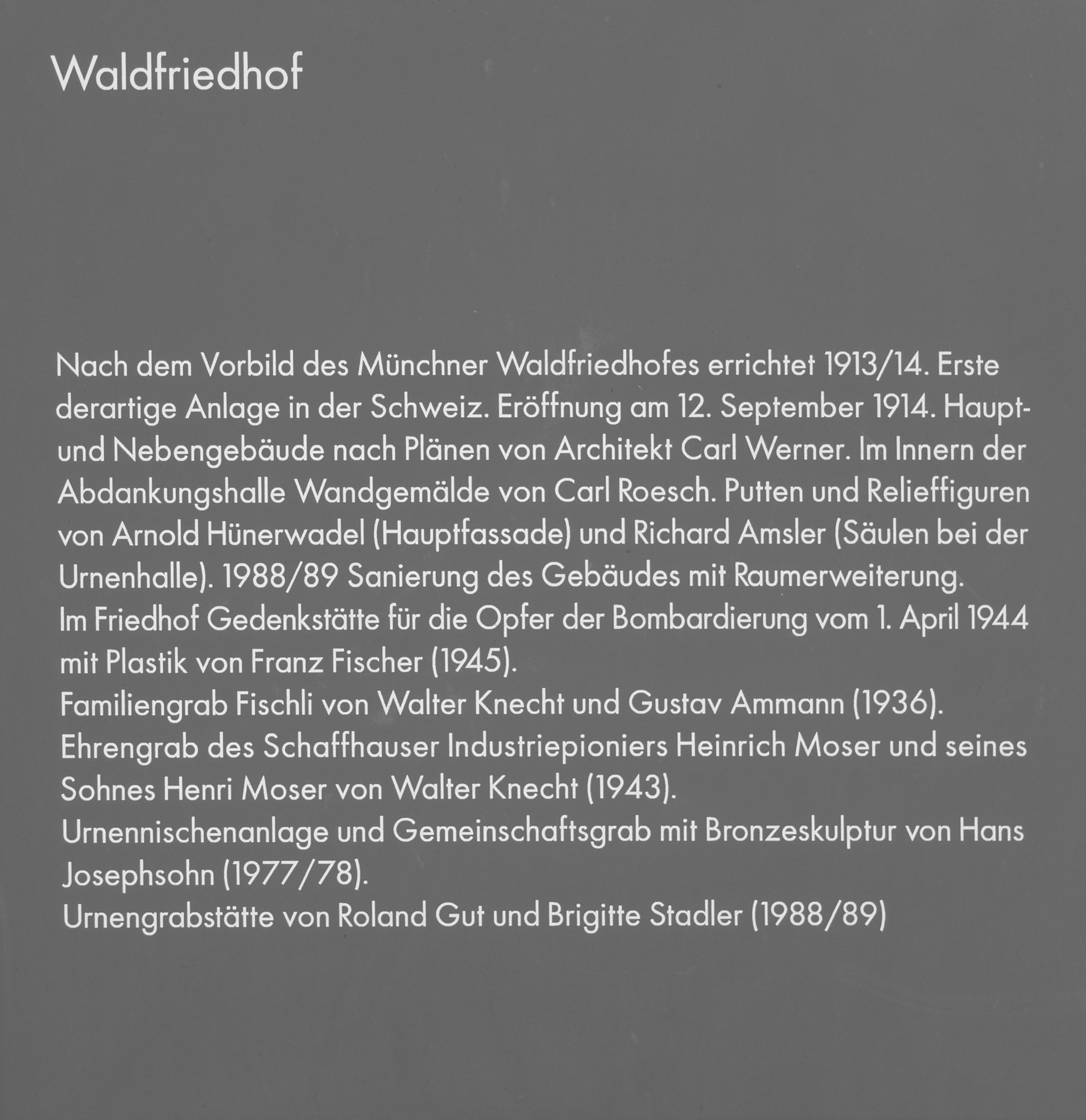
Infotafel beim Haupteingang